# Баньо-ди-Гаворрано
Баньо-ди-Гаворрано (итал. Bagno di Gavorrano) — фракция коммуны Гаворрано в провинции Гроссето в области Тоскана Итальянской Республики. По данным XIV переписи населения Италии 2001 года, численность населения составляла 3022 человека. 

## География

### Географическое положение
Находится в географической области Маремма в итальянском регионе Тоскана. Располагается в 4,8 км к северо-западу от административного центра коммуны — селения Гаворрано. Высота над уровнем моря — 46 м.

### Климат
По Классификации климатов Кёппена, климат селения определяется как Csa — Средиземноморский климат. Температура здесь в среднем 15,6 °C. Среднегодовая норма осадков — 842 мм.